# Jean (évêque de Wrocław)
Pour les articles homonymes, voir Jean.
Jan (en latin Johannes Wrotizlaensis episcopus), est le premier évêque de Wrocław.
Jan est nommé évêque de Wrocław lorsque ce diocèse est créé en l’an 1000 par Boleslas Ier le Vaillant. À part son nom, peu d'informations nous sont parvenues sur lui. C’est probablement à son initiative que la première cathédrale romane de Wrocław est construite. 
De 1034 à 1038, le diocèse connaît une période anarchique à la suite de la révolte des païens et à l’attaque de la ville par les Tchèques du prince Bretislav Ier de Bohême. La cathédrale est détruite, le siège épiscopal disparaît. Ce n’est qu’en 1046 que Jérôme, le successeur de Jan, le réactivera.